# 行星飛越
行星飛越是指派遣的太空探測器經過距離足够近的行星或矮行星以記錄科學數據的行為。這是太空飛行中飛越總體概念的一個子集。
1962年12月14日，當水手2號接近金星時，是另一顆行星首次被一艘正常運行的太空探測器「飛越」。
行星飛越通常借由重力助推來完成，在不消耗燃料的情况下將太空探測器「拋向」其主要目標，但在某些情况下（例如新視野號），飛越本身就是任務的主要目標。
 新視野號 是一個相對較新的太空探測器飛越行星的例子，它在21世紀對木星、冥王星和其衛星進行了飛越操作。木星的飛越被用作重力助推，使飛船能够以高速到達冥王星，而不會出現减速的複雜情况。之後，它以逃離太陽系的軌跡進一步進入古柏帶。